# Alexandre Bouzdine
Alexandre Bouzdine (Alexander Buzdin), né le 16 mars 1954 à Moscou, est un physicien franco-russe. Il est lauréat du Prix Holweck en 2013 ainsi que du Prix Gay-Lussac Humboldt en 2019 pour ses contributions théoriques remarquables dans le domaine de la coexistence entre la supraconductivité et le magnétisme.

## Biographie
Diplômé de l'université d'État de Lomonossov de Moscou (1971-1977), puis professeur de physique à l'Université d'État Lomonossov de Moscou, Alexandre Bouzdine prend la tête du Laboratoire de Supraconductivité puis du département théorique de l'Institut de la physique des Hautes Pressions dirigé par Alexei Abrikosov (1988-1991) à l'Académie des Sciences de l'URSS.
Depuis 1996, Alexandre Bouzdine enseigne à l’Université Bordeaux-I, et a été distingué professeur de classe exceptionnelle en 2009. 
Spécialiste de la supraconductivité au Laboratoire Ondes et Matière d’Aquitaine - LOMA (CNRS), Alexandre Bouzdine dirige l'équipe de recherche en physique théorique de la matière condensée.
Membre senior de l'Institut universitaire de France en 2004, Alexandre Bouzdine est devenu responsable de la Chaire « Physique des Supraconductivités »
En décembre 2013, Alexandre Bouzdine se voit attribuer la médaille et le Prix Holweck à Cambridge par l’Institute of Physics et la Société française de physique pour ses travaux de recherche sur les systèmes multicouches supraconducteurs-ferromagnétiques.
Le Prix Gay-Lussac Humboldt a été attribué à Alexandre Bouzdine en avril 2019, en reconnaissance des découvertes fondamentales sur la supraconductivité qu’il a su transmettre à ses pairs, à ses étudiants mais aussi au cours de manifestations grand public. Ce prix lui permettra de continuer à développer ses projets de recherche avec le Professeur Reinhold Kleiner de l’Université Eberhard Karls de Tübingen en Allemagne.

## Œuvre scientifique
Les travaux de recherche d'Alexandre Bouzdine s'orientent principalement autour de la supraconductivité, du magnétisme et des systèmes de faibles dimensions. 
Il s'est intéressé aux systèmes hybrides nanoscopiques supraconducteurs-ferromagnétiques, et il est à l'origine de la théorie de la phase de coexistence supraconductivité-ferromagnétisme, de la découverte de l'effet Josephson de type Pi dans les supraconducteurs. 
Il a analysé précisément les propriétés des supraconducteurs  antiferromagnétiques. 
Alexandre Bouzdine a énoncé la théorie des vortex élémentaires ("pancake") dans les supraconducteurs lamellaires.

## Intérêt pour la science et la jeunesse
Alexandre Bouzdine donne régulièrement des conférences en France et à l'étranger destinées au large public et aux comités scientifiques. 
Il a été Président de l'Olympiade de Physique des étudiants de Moscou entre 1977 et 1988 puis Organisateur et Directeur des Écoles d'Eté des Physique Internationale (Russie- États-Unis-Suisse) entre 1987 et 1990.
Il a également été membre du jury de l'Olympiade de Physique à Bordeaux. 
Entre autres, il a été l'éditeur du magazine russe de vulgarisation en physique "Kvant" (en) (1988-1990) et l'éditeur d'une série de livres de vulgarisation en physique destinée au jeune public : "La bibliothèque de Quantum" (1986-1996) puis le coéditeur d'un magazine américano-russe de physique et mathématique "Quantum" (en) aux côtés du Professeur Sheldon Lee Glashow et Yuri Ossipian entre 1989 et 1996.
Il a été l'organisateur et l'intervenant des « Fêtes de la Science » en France, Italie, Belgique et Russie entre 1998 et 2008.

## Publications
Alexandre Bouzdine est l'auteur de plus de 250 articles publiés dans des revues scientifiques : Nature (revue), Nature Materials, Physical Review B , Physical Review Letters, Europhysics Letters, Reviews of Modern Physics, Advances in Physics, et consultant pour le journal La Recherche.

## Distinctions
- 2019: Nomination en tant que lauréat du Prix Gay-Lussac Humboldt
- 2016: Attribution du titre de professeur honoraire à l'Université de Cambridge (St John's College) par la fondation Leverhulme Trust (en)[17]
- 2014: Nomination en tant que Membre étranger de l’Institut Lombardo, Académie des Sciences et Lettres de Milan le 26 juin 2014 [18]
- 2013: Prix Holweck décernée par l’Institute of Physics et la Société française de physique pour ses travaux de recherche sur les systèmes multicouches supraconducteurs-ferromagnetiques[19]
- 2013: Chevalier dans l'Ordre des Palmes académiques[20]
- 2007: Nomination pour la bourse senior de JSPS (Société Japonaise de Promotion de la Science)
- 2004: Nomination en tant que membre senior à l’Institut Universitaire de France[6]
- 2003: Invité d'honneur par Aleksei Abrikosov à la cérémonie de la remise des Prix Nobel
- 1991: Lauréat de la Fondation Alexander-von-Humboldt
- 1987: Prix d’État de l’Union soviétique pour les jeunes scientifiques
- 1986: Premier Prix pour la recherche de l’Université de Moscou
- 1985: Premier Prix du Département de Physique de l’Université de Moscou